# Václav Jeřábek (matematik)
Václav Jeřábek (11. prosince 1845 Velké Koloděje – 20. prosince 1931 Telč) byl český matematik, specializovaný na konstruktivní geometrii.

## Život
Studoval na nižší škole v Pardubicích a na vyšší škole v Písku, poté byl ve Vídni a studoval na Císařském a královském polytechnickém institutu. Začal učit na reálné škole v Litomyšli (1870), o dva roky později byl přeložen na reálku v Telči. V roce 1881 byl jmenován profesorem české reálky v Brně, jejím ředitelem se stal v roce 1901. V roce 1907 odešel do penze, zemřel v roce 1931 (po šedém zákalu zůstal téměř úplně slepý).
Jeřábek byl jedním z matematiků, kteří udrželi českou geometrii na vědecké úrovni. Publikoval vědecké články v češtině, němčině a francouzštině. Známa je tzv. Jeřábkova hyperbola.